# First Quarter Storm
Der First Quarter Storm, auch First Quarter Storm Movement genannt, war eine linksgerichtete politische Studentenbewegung, die sich von Januar bis März 1970 auf die Hauptstadt der Philippinen Manila und die Region Metro Manila beschränkte. An der Bewegung waren zahlreiche Studentenvereinigungen beteiligt, unter anderem die National Union of Students of the Philippines (NUSP). Die Bewegung war beeinflusst von der 68er-Bewegung, aber auch vom Marxismus und Maoismus. Hauptzentren der Bewegung waren die Universität der Philippinen Diliman, die Universität der Philippinen Manila, die Polytechnic University of the Philippines und die University of the East.
Die Demonstrationen begannen am 26. Januar 1970 vor dem Repräsentantenhaus der Philippinen anlässlich einer Rede des damaligen Präsidenten Ferdinand Marcos. Die Proteste wandten sich gegen die Amtsführung, die steigende Korruption der Regierung, die Armut der Bevölkerung und das Bündnis mit den USA während des Vietnamkrieges. Ab dem 30. Januar 1970 gab es die ersten gewalttätigen Auseinandersetzungen mit der Polizei, die die zunächst friedlichen Demonstrationen gewaltsam aufzulösen versuchte. Daraufhin entwickelten sich heftige Straßenschlachten. In der Nacht vom 30. zum 31. Januar wurden mehrere hundert Studenten verhaftet und vier getötet. 
Die Demonstrationen und Studentenunruhen gingen bis März 1970 weiter, erlahmten aber, da mehrere tausend Studenten inhaftiert, gefoltert und mehrere Dutzend getötet wurden. Auch radikalisierten sich Teile der Bewegung zusehends, mehrere hundert Studenten gingen nach den Unruhen in den Untergrund und schlossen sich dem maoistischen Nuevo Ejército del Pueblo an. Andere gingen in die Politik oder ins Exil.